# Lijst van alternatieve Nederlandse plaatsnamen tijdens carnaval
Tijdens carnaval hebben veel dorpen en steden een alternatieve naam. De traditie komt uit Noord-Brabant en is ook een gebruik geworden in sommige plaatsen in Limburg, Gelderland en elders in Nederland. Hieronder volgt een onvolledige lijst van de plaatsnamen (in alfabetische volgorde):

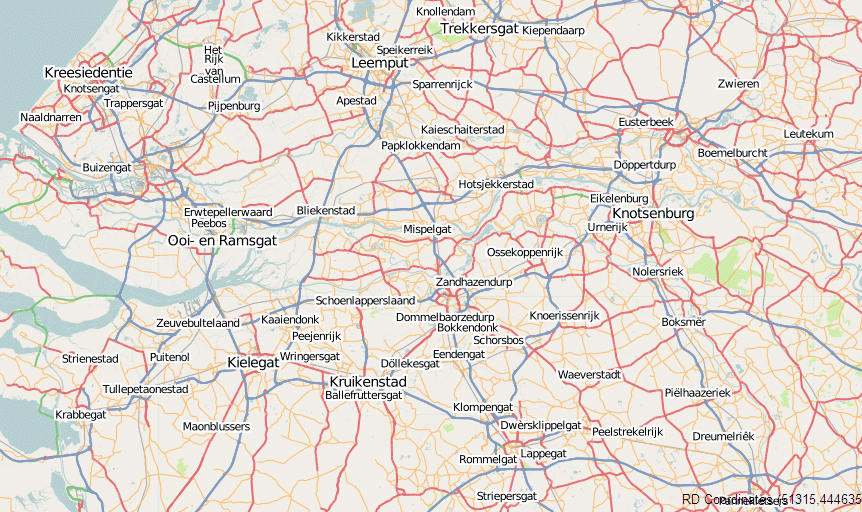
Kaart met plaatsnamen tijdens carnaval. Bron: OpenStreetmap

| Echte naam                                             | Carnavalsnaam                                           | Opmerking |
| ------------------------------------------------------ | ------------------------------------------------------- | --- |
| Aalst                                                  | Ballegat                                                | |
| Aardenburg                                             | 't Uulehat                                              | |
| Aarle-Rixtel                                           | Ganzegat                                                | |
| Achterveld                                             | Puupenkoppenland                                        | |
| Achtmaal                                               | Goudpoeperslaand                                        | |
| Afferden (Gld)                                         | Het Vergulde Vat                                        | |
| Afferden (L)                                           | 't Peijasseriek                                         | |
| Albergen                                               | Bökkenlaand                                             | |
| Alem                                                   | Spreeuwendurp                                           | |
| Alphen Gld                                             | 't Plèkgat                                              | |
| Alphen NB                                              | Struivenlaand                                           | naar verluidt werden bij de eerste optochten pannenkoeken gebakken. Een struif is de vloeibare inhoud van een ei, waarmee pannenkoeken worden gemaakt. |
| Alphen aan den Rijn                                    | Castellum                                               | |
| Altforst                                               | Kikkerstad                                              | |
| Alverna                                                | 't Vennegat                                             | |
| America                                                | Turftreiersriek                                         | |
| Amersfoort                                             | Trekkersgat                                             | |
| Ammerzoden                                             | Malse Arckeldurp                                        | verwijst naar het geslacht Van Arckel dat Kasteel Ammersoyen bezat en naar het geslacht Van Malsen dat het Slot Van Malsen in Well bezat |
| Amsterdam                                              | Gròòtgragtegat                                          | |
| Angeren                                                | Keujesgat                                               | |
| Ankeveen                                               | Schuimlikkerveen                                        | |
| Apeldoorn                                              | Knienenburg                                             | |
| Arcen                                                  | Keieschiétersriék                                       | |
| Assen                                                  | Pitlo                                                   | |
| Asten                                                  | Klotland                                                | |
| Axel                                                   | Êêrpelkappersland                                       | |
| Azewijn                                                | Vossendarp                                              | |
| Baarle-Nassau                                          | Smokkelgat                                              | |
| Baarlo                                                 | Kôôke-riék                                              | |
| Baarschot                                              | Knopspeldjesrijk                                        | |
| Baexem                                                 | Plekploasterland                                        | |
| Bakel                                                  | Pierewaaiersrijk                                        | |
| Bakhuizen                                              | Bokkedam                                                | |
| Balgoij                                                | Moaslandersrijk                                         | |
| Barger-Compascuum                                      | Stiekelstad                                             | |
| Barger-Oosterveld                                      | Flintenstad                                             | |
| Barneveld                                              | Kiependaarp                                             | |
| Batenburg                                              | Pompestad                                               | |
| Bathmen                                                | Pompersgat                                              | |
| Bavel                                                  | Baviaonenland                                           | |
| Beegden                                                | Jokerriek                                               | |
| Beek (Montferland)                                     | Vlègeldarp                                              | |
| Beek (Ubbergen)                                        | De Heksenketel                                          | |
| Beek en Donk                                           | Ganzendonck                                             | |
| Beers                                                  | Bokkerijersriek                                         | |
| Beesel                                                 | Drakeriék                                               | |
| Belfeld                                                | Belhamelriëk                                            | |
| Bemmel                                                 | 't Kaokelnest                                           | |
| Beneden-Leeuwen                                        | Braoiersrijk (Lauwe)                                    | |
| Bergeijk (Hof)                                         | Teutengat                                               | |
| Bergeijk (Loo)                                         | Rommegat                                                | romme is dialect voor melk |
| Bergeijk (Weebosch)                                    | Urnegat                                                 | |
| Berg en Dal                                            | Duufelshemel                                            | |
| Bergen op Zoom                                         | Krabbegat                                               | |
| Bergharen                                              | Wurmensoppersrijk                                       | |
| Berghem                                                | Knollenrijk                                             | |
| Berkel-Enschot                                         | Knollevretersgat                                        | |
| Berkel en Rodenrijs                                    | Peendorp                                                | |
| Berlicum                                               | Dun Birrekoal                                           | |
| Best                                                   | Klompengat                                              | |
| Beugen                                                 | Verkeskop                                               | |
| Beuningen                                              | Eikelenburg                                             | |
| Biest-Houtakker                                        | Pinnekleuversgat                                        | |
| Biezenmortel                                           | Kleuvendurp                                             | kleuf is dialect voor klomp |
| Bladel                                                 | Muggeziftersrijk                                        | |
| Blauwhuis                                              | Fyfkesryk                                               | |
| Blerick                                                | Wortelepinneriek                                        | |
| Boekel                                                 | Knöllekesland                                           | |
| Boekend                                                | Worteleschrabbersriek                                   | |
| Boerdonk                                               | Zandhazenrijk                                           | Boerdonk is gebouwd op oude zandgronden, en de inwoners van het dorp stonden vroeger bekend als hazen |
| Borkel en Schaft                                       | Mulkgat                                                 | genoemd naar de oude 'mulk'fabriek; mulk is dialect voor karnemelk |
| Borne                                                  | Melbuul'ndorp                                           | melbulen zijn meelzakken |
| Bornerbroek                                            | Knoll'nbrook                                            | |
| Boskamp                                                | Toetlipp'ndarp                                          | |
| Boskoop                                                | Kwakveen                                                | |
| Bosschenhoofd                                          | Smoorfrêterslaand                                       | |
| Boven-Leeuwen                                          | Roefelrijk (Boven-Eind)                                 | |
| Boxmeer                                                | Geitenbokkenrijk                                        | |
| Boxtel                                                 | Eendengat (Indegat)                                     | |
| Braamt                                                 | Nottedarp                                               | |
| Breda                                                  | Kielegat                                                | |
| Buchten                                                | 't Louverriek                                           | |
| Budel                                                  | Bokkenriek                                              | |
| Budel-Dorplein                                         | Heiknuuterrijk                                          | naar 'Heikneuter', een onvriendelijke naam voor een boer |
| Budel-Schoot                                           | Toeterland                                              | |
| Buggenum                                               | Halve gare riek                                         | |
| Bunnik                                                 | Kikkerloo                                               | |
| Bussum                                                 | Erwtenrijk                                              | |
| Capelle                                                | Cuppelsgat                                              | |
| Casteren                                               | Bollemeppersgat                                         | |
| Chaam                                                  | Bonenpikkerslaand                                       | |
| Clinge                                                 | Kriekedorp                                              | |
| Colmschate                                             | Perskoelersgat                                          | |
| Cothen                                                 | Brienkneuterdorp                                        | |
| Creil                                                  | Schuimenland                                            | |
| Cromvoirt                                              | Kneutergat                                              | naar 'kneuter', een onvriendelijke naam voor een boer |
| Cuijk                                                  | Nölersriek                                              | |
| Culemborg                                              | Papklokkendam                                           | |
| Dedemsvaart                                            | Kloetendonk                                             | |
| Deest                                                  | Het Golvenrijk                                          | |
| De Heen                                                | Strienedurpke                                           | |
| Delden                                                 | Kwekwestad                                              | |
| Delft                                                  | Kabbelgat                                               | |
| Delfzijl                                               | Krabbersiel                                             | |
| De Lier                                                | 't Bukkersgat                                           | |
| De Moer                                                | Moerbiënlaand                                           | |
| De Mortel                                              | Krulstarteland                                          | |
| De Zilk                                                | Duinknijnenrijk                                         | |
| Den Bosch                                              | Oeteldonk                                               | Oetel is geen synoniem voor kikker/kikvors, maar een schertsende verwijzing naar de Bossche bisschop Godschalk uit Den Dungen. Van den Oetelaar was een veel voorkomende achternaam in Den Dungen in die tijd, mogelijk door de nabijgelegen buurtschap Oetelaar. Oetel is schertsend bedoeld in de naam ‘Oeteldonk’. Overigens is ‘donk’ een verwijzing naar moeras (droge plek in het moeras).                        |
| Den Dungen                                             | Krabberdonk                                             | |
| Denekamp                                               | Köttelpeer'ndoarp                                       | |
| Den Haag                                               | Kreesiedentie                                           | |
| Den Helder                                             | Waaienburg                                              | |
| Den Hout                                               | Kluivenduikersrijk                                      | |
| De Rips                                                | Streupersrijk                                           | |
| Deurne                                                 | Peelstrekelrijk                                         | doordat Deurne in de Peel ligt, een belangrijk ontginningsgebied voor turf, en daarmee een belangrijke inkomstenbron |
| Deurningen                                             | Nettelkörnkesnust                                       | een nettelkörnke, netelkorreltje, is een plaatselijke verbastering van nettelkönnink voor winterkoninkje |
| Deventer                                               | Stokvissengat                                           | |
| Didam                                                  | Diedeldam                                               | |
| Dieren                                                 | Zwieren                                                 | |
| Diessen                                                | Stopnaoldenrijk                                         | |
| Dinteloord                                             | Peeloofdurp                                             | |
| Doenrade                                               | Gruuëtsje Gekke Rieëk                                   | |
| Doesburg                                               | Mosterdgat                                              | |
| Doetinchem                                             | Leutekum                                                | |
| Dommelen                                               | Brouwersgat                                             | naar de Dommelsche Bierbrouwerij |
| Dongen                                                 | Peeënrijk                                               | wortels werden gezien als voedsel voor de armen. In Dongen werden vanwege de armoede vaker wortels gegeten |
| Doornenburg                                            | 't Waotergat                                            | |
| Dordrecht                                              | Ooi- en Ramsgat                                         | Dordtenaren hebben als bijnaam "schapenkoppen" |
| Dorst                                                  | Kattegat                                                | |
| Dreumel                                                | Schutlakenrijk                                          | |
| Driebergen-Rijsenburg                                  | Sparrenrijck                                            | |
| Driel                                                  | Uulenes                                                 | |
| Dronrijp                                               | Oksedorp                                                | |
| Drunen                                                 | Dwergonië                                               | Geïnspireerd door het gekwaak van kikkers in de Dwergen, twee treksloten die door het kerkdorp Drunen liepen, riep prins Dwerg II, Frie van Gorcom, tijdens ontvangst van prins en gevolg op het gemeentehuis, Drunen uit tot Dwergonië. Dit gebeurde in 1964. |
| Druten                                                 | Bokkenrijk                                              | |
| Duizel                                                 | Zwetsland                                               | |
| Dussen                                                 | Klaiendam                                               | |
| Echt                                                   | Aesterriek                                              | |
| Edam                                                   | Sufbrugge                                               | |
| Ede                                                    | Heidegat                                                | |
| Eerbeek                                                | Dwarsliggerdorp                                         | |
| Eerde                                                  | Oiversland                                              | |
| Eersel                                                 | Buurtgat                                                | |
| Effen                                                  | Kuuskesland                                             | |
| Egchel                                                 | Kemphazeriek                                            | |
| Egmond aan Zee                                         | Jutterdonk                                              | |
| Eibergen                                               | Rott’ngat                                               | |
| Einighausen                                            | Smautbulenriek                                          | |
| Eindhoven                                              | Lampegat                                                | naar de gloeilampenfabriek |
| Elden (dorp en wijk in Arnhem)                         | Meulewiekersdurp                                        | |
| Ell                                                    | Moereriek                                               | |
| Elsendorp                                              | Peelvruutersrijk                                        | doordat Elsendorp in de Peel ligt, een belangrijk ontginningsgebied voor turf, en daarmee een belangrijke inkomstenbron |
| Elshout                                                | Zaandhaozenlaand                                        | |
| Elst                                                   | Döppertdurp                                             | de Döppert is een ceremoniële pop van de domste Elstenaar van dat jaar, deze pop hangt tijdens Carnaval aan het gemeentehuis |
| Emmeloord                                              | Pierenoord                                              | |
| Emmer-Compascuum                                       | Kainbongel Stad                                         | |
| Empel                                                  | Slotgat                                                 | |
| Engelen                                                | Terpersdurp                                             | |
| Enkhuizen                                              | Haringdonk                                              | |
| Ens                                                    | Kleiduikersland                                         | |
| Enschede                                               | Krekkelstad                                             | een krekkel of krökkel, letterlijk kreukel, is een 19e-eeuws koekje van een gevouwen deegsliert, maar anders dan een krakeling |
| Enter                                                  | Boorkötteldorp                                          | |
| Epe                                                    | Pompersdarp                                             | |
| Erp                                                    | Empeldonk                                               | |
| Esbeek                                                 | Haaikneuterrijk                                         | naar 'Heikneuter', een onvriendelijke naam voor een boer |
| Esch                                                   | Oggelvorsenpoel                                         | |
| Escharen                                               | De Erpelkuul                                            | |
| Etten (Etten-Leur)                                     | Stijlorenrijk                                           | |
| Evertsoord                                             | Pieëlhazeriek                                           | |
| Ewijk                                                  | Zottendael                                              | |
| Fijnaart                                               | 't Kleigat                                              | |
| Gaanderen                                              | Bultendarp                                              | |
| Galder (samen met Strijbeek en Meersel-Dreef (België)) | Maerkrattenland                                         | |
| Gassel                                                 | Het Ezelrijk                                            | |
| Gasselte                                               | Meul'ndob                                               | |
| Gastel                                                 | Pintewippersrijk                                        | |
| Geertruidenberg                                        | Potteschijtersland                                      | Geertruidenberg was de eerste stad in de regio waar riolering werd aangelegd |
| Geesteren                                              | Papsleefndorp                                           | |
| Geffen                                                 | Rottenrijk                                              | De naam: "Rottenrijk" stamt af van het feit dat het dorp eeuwenlang verdeeld is geweest in zes wijken of rotten: Papendijkrot, Broekrot, Bergoyensrot, Runsrot, Kerkrot en Hengstrot. |
| Geldrop                                                | Lappegat                                                | lappe vanwege de textielindustrie |
| Geleen                                                 | Waereldsjtad                                            | |
| Gemert                                                 | Waeverstad                                              | |
| Gemonde                                                | Mullukzuipertjesland                                    | |
| Gendt                                                  | Sprauwennest                                            | |
| Gerwen                                                 | Narregat                                                | |
| Giesbeek                                               | 't Knorre Dörpke                                        | |
| Gilze                                                  | Dringersgat                                             | |
| Goes                                                   | Hanzehat                                                | |
| Goirle                                                 | Ballefruttersgat                                        | naar de rijke geschiedenis van de kaatseballen uit Goirle |
| Gorinchem                                              | Bliekenstad                                             | |
| Gorssel                                                | Kakkersgat                                              | |
| Gouda                                                  | Pijpenburg                                              | |
| 't Goy                                                 | Laetste Stuyver Dorp                                    | |
| Graauw                                                 | Djerkenland                                             | |
| Grave                                                  | Pothuusburg                                             | |
| Grevenbicht                                            | Zawpenseriek                                            | |
| Griendtsveen                                           | Klotbultjesriek                                         | |
| Groesbeek                                              | Keulen van Gelderland                                   | |
| Groessen                                               | Deurdreiersdarp                                         | |
| Grubbenvorst                                           | Plaggeriék                                              | |
| Guttecoven                                             | Tuurhouterriek                                          | |
| Haaksbergen                                            | 't Asschedorp                                           | |
| Haalderen                                              | 't Baggergat                                            | |
| Haaren                                                 | Struivendurp                                            | |
| Haarle (gem. Hellendoorn)                              | Sukkewotteldorp                                         | |
| Haarlem                                                | Muggendonk                                              | |
| Haarsteeg                                              | Haorendam                                               | |
| Haelen                                                 | t Vreigelriek                                           | |
| Haghorst                                               | Durdauwersgat                                           | |
| Handel                                                 | Bergkneuterrijk                                         | |
| Hank                                                   | Knusterooierslaand                                      | |
| Hapert                                                 | Pintewippersrijk                                        | |
| Haps                                                   | Dun Zelfkant Hops                                       | |
| Harbrinkhoek                                           | Dubbelkiekersdorp                                       | |
| Harmelen                                               | Kwakbollenpoel                                          | |
| Hedel                                                  | Pèèrdedurp                                              | naam verwijst naar de jaarlijkse paardenmarkt Hedel |
| Heel                                                   | Gangmaekersriek                                         | |
| Heemskerk                                              | Ezelenheem                                              | |
| 's-Heerenberg                                          | Waskupenstad                                            | |
| 's-Heerenhoek                                          | Paerehat                                                | naam verwijst naar een kreek (gat, op zijn Zeeuws uitgesproken als hat) naast het dorp waar vroeger de dode paarden in gedumpt werden |
| Heerewaarden                                           | Paolingdurp                                             | |
| Heerhugowaard                                          | Knarrenburg                                             | |
| Heerle                                                 | Puitelaand                                              | |
| Heerlen                                                | Sjpassemig                                              | |
| Heerlerheide                                           | Groeët Ghen Heij                                        | |
| Heesch                                                 | Krullendonk                                             | krul verwijst naar de krulstaart van een varken |
| Heeswijk-Dinther                                       | Snevelbokkenland                                        | |
| Heeze                                                  | Kraaienland                                             | |
| Hegelsom                                               | Tuuteriek                                               | een tuut is een kip. Hegelsom is van vroeger uit een dorp met vele kippenboeren |
| Heino                                                  | Stöppersgat                                             | |
| Helenaveen                                             | Peelpluimenrijk                                         | doordat Helenaveen in de Peel ligt, een belangrijk ontginningsgebied voor turf, en daarmee een belangrijke inkomstenbron |
| Helmond                                                | Keiestad                                                | voorheen Kattegat, Keiebijtersstad |
| Helvoirt                                               | Keiespellersdurp                                        | |
| Helwijk                                                | Kiekendonk                                              | |
| Hendrik-Ido-Ambacht                                    | Roestrammerdam                                          | |
| Hengelo (Gelderland)                                   | Knollendarp                                             | |
| Hengelo (Overijssel)                                   | Windbuulstad                                            | |
| Herkenbosch                                            | Klein Kölle                                             | |
| 's-Hertogenbosch                                       | Oeteldonk                                               | |
| Herpen                                                 | Bônneland                                               | |
| Herpt                                                  | Maoskesdam                                              | |
| Heteren                                                | Wermdurp                                                | |
| Herveld                                                | Deurdouwerdam                                           | |
| Heumen                                                 | Rijk der Raore Schutters                                | |
| Heusden                                                | Wallepoepersland                                        | |
| Heusden (Asten)                                        | Peelvrujtersland                                        | doordat Heusden in de Peel ligt, een belangrijk ontginningsgebied voor turf, en daarmee een belangrijke inkomstenbron |
| Hilvarenbeek                                           | Pezerikkengat                                           | in Hilvarenbeek woonden vooral arme keuterboertjes die na de slacht van hun varkens naar verluidt ál het vlees gebruiken, waaronder de penis, die ook wel 'pezerik' werd genoemd. Mannelijke inwoners werden daarom 'pezerikken' genoemd, wat de inwoners met carnaval als geuzennaam hebben aangenomen |
| Hintham                                                | Oetelhoazendam                                          | |
| Hoeven                                                 | Peejenland                                              | |
| Hof (Bergeijk)                                         | Teutengat                                               | |
| Holten                                                 | Keunedarp                                               | een keu of keue is een jong varken. In het oude wapen van Holten stonden 3 varkenskoppen. Van oorsprong is Holten ontstaan door de varkensboeren en de handel die ze daarmee bedreven |
| Hoofddorp                                              | Meerbonkendorp                                          | |
| Hoogeloon                                              | Lappelekkursland                                        | |
| Hooge Mierde                                           | Haoiboerenrijk                                          | |
| Hooge Zwaluwe                                          | Berenland                                               | |
| Hoogerheide                                            | Wjeeldrecht                                             | |
| Hoogland                                               | Zandkruuersgat                                          | |
| Hooglanderveen                                         | 't Turfgat                                              | |
| Hoonhorst                                              | Hakkersdonk                                             | |
| Hoorn NH                                               | Konkeldonk                                              | |
| Horssen                                                | Streupersrijk                                           | |
| Horst                                                  | Dreumelrijk                                             | een dreumel is een los weefdraadje onder aan je broek |
| Hout-Blerick                                           | Poerkerplak                                             | poerker is een vervormde wortel |
| Huijbergen                                             | 't Sanegat                                              | |
| Huissen                                                | 't Zwoanenes                                            | |
| Huizen                                                 | Spietendonk                                             | |
| Hulsel                                                 | Spurriebollengat                                        | |
| Hulst                                                  | Vossestad                                               | |
| Hulten                                                 | Krimpersgat                                             | |
| IJsselstein                                            | Apestad                                                 | |
| Ittervoort                                             | Puineriek                                               | |
| Kaatsheuvel                                            | Turfstekerslaand                                        | |
| Kampen                                                 | Uiendonk                                                | |
| Katwijk (Noord-Brabant)                                | Scheresliepers                                          | |
| Kekerdom                                               | Sjoenkelgat                                             | |
| Keldonk                                                | Paplippelland                                           | |
| Kerkdriel                                              | Teskesdurp                                              | Teske woar unne boer |
| Kilder                                                 | Dolbotterdarp                                           | |
| Klarenbeek                                             | Neutendarp                                              | naar C.V. De Neutenkrakers |
| Kloosterburen                                          | Kronkeldörp                                             | |
| Kloosterhaar                                           | Venerottenlaand                                         | |
| Kloosterzande                                          | Kloorianenland                                          | |
| Klundert                                               | Loerendonck                                             | in 1972 was carnaval relatief nieuw in Klundert, waardoor veel bewoners de eerste optocht vanuit hun huis bekeken in plaats van vanaf de straat. Ze 'loerden' dus naar de optocht |
| Knegsel                                                | Klein Antwerpen                                         | omdat het dorp op de handelsroute naar Antwerpen lag. In cafés werd er al veel verhandeld, zoals shag, waardoor men over Knegsel praatte alsof het Antwerpen in het klein was |
| Kortenhoef                                             | Turfendonk                                              | |
| Krimpen aan den IJssel                                 | Bulderdonk                                              | naar voormalig burgemeester Bulder |
| Kronenberg                                             | Kroeënekraaneriek                                       | |
| Kruisstraat                                            | Waoterhazendurp                                         | |
| Kruisland                                              | Pompedurp                                               | |
| Kudelstaart                                            | Poelgilderdam                                           | |
| Kwadendamme                                            | Pikpot                                                  | de Pikpot was een scheefstaand zwart (pik) klein schuurtje (pot), dat aan de rand van het dorp stond en begin jaren 90 is omvergewaaid |
| Lage Mierde                                            | Peperbussenrijk                                         | |
| Lage Zwaluwe                                           | Biesboschrakkersrijk                                    | |
| Lamswaarde                                             | Lamsorenland                                            | |
| Landhorst                                              | Peelleuterrijk                                          | doordat Landhorst in de Peel ligt, een belangrijk ontginningsgebied voor turf, en daarmee een belangrijke inkomstenbron |
| Langenboom                                             | Verkuskopperiek                                         | |
| Langeraar                                              | Plassegat                                               | |
| Langeveen                                              | Turvendorp                                              | |
| Langeweg                                               | Slikgat                                                 | |
| Leek                                                   | Koetsenburg                                             | |
| Leende                                                 | Blaosdonk                                               | de grote bol op de kerk lijkt op een varkensblaas, Leendenaren heten Blaozers en Blaozerinnekes. |
| Leeuwarden                                             | Galgendonck                                             | |
| Leiden                                                 | Sleutelgat                                              | |
| Leidschendam                                           | Zwabberdam                                              | |
| Lelystad                                               | Knarregat                                               | |
| Lemelerveld                                            | 't Sprokkeldorp                                         | |
| Lemselo                                                | Göttenkeurndoarp                                        | |
| Lent                                                   | Kikkergat                                               | |
| Lepelstraat                                            | De Straot                                               | |
| Leunen                                                 | 't Knollenriek                                          | |
| Leur (Etten-Leur)                                      | 't Zwaajgat                                             | |
| Leuth                                                  | 't Leut(h)ergat                                         | |
| Lewedorp                                               | 't Kraaienist                                           | |
| Liempde                                                | Ploegersland                                            | |
| De Lier                                                | Bukkersgat                                              | |
| Lierop                                                 | Kaauwvoetenland                                         | |
| Lieshout                                               | Raopersgat                                              | |
| Liessel                                                | Keienland                                               | |
| Lievelde                                               | 't Nölersdorp                                           | |
| Limbricht                                              | 't Doaleriek                                            | |
| Limmen                                                 | Gorteldonk                                              | |
| Linden                                                 | Ganzendurp                                              | |
| Linne                                                  | 't Kwekkerteriek                                        | |
| Lith                                                   | Veldhazenrijk                                           | |
| Lithoijen (en Teefelen)                                | Vèrekes en Woaterrattenrijk                             | |
| Lobith (samen met Tolkamer)                            | Tollusland                                              | |
| Loil                                                   | Drammersdarp                                            | |
| Lomm                                                   | Thiëtuiteriek                                           | |
| Loon op Zand                                           | Theebuikenland                                          | Loon op Zand had een grote leerindustrie. Het personeel in deze industrie werd aangeraden veel thee te drinken, omdat dit de schadelijke stoffen die bij de leerproductie vrij kwamen zou neutraliseren |
| Loosbroek                                              | Zandkruiersland                                         | |
| Losser                                                 | 't Aöskes dorp                                          | |
| Lottum                                                 | Peggenland                                              | |
| De Lutte                                               | Tuffellaand                                             | |
| Luyksgestel                                            | Stekkegat                                               | |
| Maarheeze                                              | Muuzegat                                                | |
| Maarssen                                               | Kikkerstad                                              | |
| Maasbommel                                             | Bommeldurp                                              | |
| Maasbracht                                             | Hoonderriek                                             | |
| Maasbree                                               | Habberiëk                                               | |
| Maashees                                               | De Bliekers                                             | |
| Macharen                                               | Kiepenrijk                                              | |
| Malden                                                 | Dwarsliggersrijk                                        | |
| Manderveen                                             | Venfluitersdorp                                         | |
| Maren-Kessel                                           | Kleidonk                                                | |
| Mariaheide                                             | Heikrikkeldurp                                          | |
| Mariahout                                              | 't Heidurp                                              | |
| Mariënheem                                             | Assendorp                                               | |
| Marssum                                                | De Reiziger Wherhinne                                   | |
| Maurik                                                 | Rietpikkers durp                                        | |
| Meerlo                                                 | De voskes                                               | |
| Megchelen                                              | Timpendarp                                              | |
| Megen                                                  | Keiendonk                                               | |
| Meijel                                                 | Kieveloeëte Riek                                        | |
| Melderslo                                              | Vlaskoppenriek                                          | |
| Melick                                                 | Markoeve Riek                                           | |
| Merkelbeek                                             | Zeemplekkesjriek                                        | |
| Middelaar                                              | Krölstarteriek                                          | |
| Middelbeers                                            | Strijkersgat                                            | voert deze carnavalsnaam samen met buurdorpen Oostelbeers en Westelbeers. De naam voert terug op een vrouw uit Middelbeers die in de 19e eeuw door 'strijken' (magnetiseren) lijders aan onder meer reumatiek zou kunnen genezen. |
| Middenmeer                                             | Koetelburg                                              | |
| Mierlo                                                 | Kersenrijk                                              | |
| Mierlo-Hout                                            | 't Hout of Kluppelland                                  | |
| Milheeze                                               | Veenmollenrijk                                          | |
| Mill                                                   | Germelaand                                              | |
| Millingen aan de Rijn                                  | Boemelgat                                               | |
| Milsbeek                                               | Diepenkikkerriek                                        | |
| Moerdijk                                               | Spieringkruiersdurp                                     | |
| Moergestel                                             | Pierewaaiersrijk                                        | |
| Moerstraten                                            | Mangelpeejenlaand                                       | |
| Molenhoek                                              | Kuulegat                                                | |
| Molenschot                                             | Papslokkersgat                                          | |
| Monster                                                | Munsterdonck                                            | |
| Montfoort                                              | Knopengein                                              | |
| Mook                                                   | Heikneuterrijk                                          | |
| Munnekeburen                                           | Veenhappersgat                                          | |
| Munstergeleen                                          | Haverriek                                               | |
| Naaldwijk                                              | Naaldnarren                                             | |
| Naarden                                                | Wallegat                                                | |
| Nederasselt                                            | Wielwaoiersrijk                                         | |
| Nederhorst den Berg                                    | Roddeldonk                                              | |
| Nederweert                                             | Pinnelandj                                              | |
| Nederwetten                                            | Wetterland                                              | |
| Neede                                                  | Vlearmoesdorp                                           | |
| Neer                                                   | Kwiebusriek                                             | |
| Neeritter                                              | Walvaegersriek                                          | |
| Neerkant                                               | Ulewappersriek                                          | |
| Netersel                                               | 't Hupke                                                | |
| Nibbixwoud                                             | Krielenland                                             | |
| Nieuw-Heeten                                           | Hekk'ngat                                               | van de carnavalsvereniging de hekk'nsluuters |
| Nieuwegein                                             | Kolderdonk                                              | |
| Nieuwkoop                                              | Platvissendorp                                          | |
| Nieuwkuijk                                             | Kwastenlaand                                            | |
| Nieuw-Vossemeer                                        | 't Vosse-ol                                             | |
| Nieuw-Wehl                                             | Mölledarp                                               | van C.V. De Mölledraejers |
| Niftrik                                                | Maospruveradeel                                         | |
| Nijkerk                                                | Pierlepompersdorp                                       | |
| Nijmegen                                               | Knotsenburg                                             | was een vesting op de noordoever van de Waal |
| Nijnsel                                                | Kneutergat                                              | naar 'kneuter', een onvriendelijke naam voor een boer |
| Nispen                                                 | Aopelaand                                               | |
| Nistelrode                                             | Weversrijk                                              | in Nistelrode woonden vroeger veel wevers |
| Noorden                                                | Koetendorp                                              | de inwoners van Noorden worden 'koeten' genoemd |
| Noordhoek (Moerdijk)                                   | Kantemaaiersgat                                         | |
| Noordwijkerhout                                        | Kokkerhout                                              | |
| Noordwijk ZH                                           | Het Rijk der Noortukkers                                | |
| Notendaal                                              | Zottedijke                                              | |
| Nuenen                                                 | Dwèrsklippelgat                                         | (inwoners heten Dwèrsklippels); Oorsprong: men probeerde ooit de klepel (klippel) van de kerkklok dwars door de deur van de kerk heen te krijgen. Pas toen men een vogeltje met een strootje recht door de galmgaten zag vliegen wist men hoe men de klepel naar binnen kon krijgen. |
| Nuenen-Eeneind                                         | Riefelshol                                              | |
| Nuland                                                 | Waoterrijk                                              | |
| Nunhem                                                 | Bosuuleriek                                             | |
| Nuth                                                   | Nachuule                                                | |
| Obbicht                                                | Reuberiek                                               | |
| Odiliapeel                                             | Schaopenwaesersland                                     | |
| Oeffelt                                                | Leemkuul                                                | |
| Oijen                                                  | Bokkenrijk                                              | |
| Oirlo                                                  | Spurriemökke                                            | |
| Oirschot                                               | Skôn Orregat                                            | |
| Oisterwijk                                             | Döllekesgat                                             | |
| Oldenzaal                                              | Boeskoolstad                                            | boeskool is kabuiskool of witte kool |
| Olst                                                   | Heuidarp                                                | in het wapen van de voormalige gemeente Olst zat een hooiberg |
| Ommel                                                  | R'Ommelpottersland                                      | een rommelpot is een muziekinstrument gemaakt van een pot, varkensblaas en wrijfstok |
| Ooij                                                   | Fustendom                                               | |
| Oosteind                                               | Uilendonck                                              | naar de oudste benaming van het dorp uit de 13e eeuw: "Ulendonck" |
| Oostelbeers                                            | Strijkersgat                                            | samen met buurdorpen Middelbeers en Westelbeers. De naam is afgeleid van een 19e-eeuwse vrouw uit Middelbeers, die door 'strijken' (magnetiseren) lijders aan onder meer reumatiek zou kunnen genezen. |
| Oosterhout NB                                          | Kaaiendonk                                              | t/m 1976: "Easterwood del Carnavallo" |
| Oosterhout Gld                                         | Nölerhout                                               | |
| Oostrum (Limburg)                                      | Karklingelland                                          | |
| Ootmarsum                                              | Siepelstad                                              | siepels zijn uien |
| Oploo                                                  | Spurriebuukenriek                                       | |
| Ospel                                                  | Vlikkelandj                                             | |
| Oss                                                    | Ossekoppenrijk                                          | |
| Oudemolen                                              | Kleiknoestenstad                                        | |
| Oudenbosch                                             | Puitenol                                                | |
| Oudewater                                              | Uivergein                                               | |
| Oud Gastel                                             | Vastelaovedzottelaand                                   | |
| Oud-Vossemeer                                          | Grôôt Pesôôt                                            | |
| Oud-Zevenaar                                           | Uulendorp                                               | |
| Overasselt                                             | LuiLekkerLand                                           | |
| Overdinkel                                             | Veldmoezendoarp                                         | |
| Overlangel                                             | Nachtgraversrijk                                        | |
| Overloon                                               | Huibuukeland                                            | |
| Panningen                                              | Kuuzeriehk                                              | |
| Poeldijk                                               | Leutjesdijk                                             | |
| Pijnacker                                              | Trappersgat                                             | |
| Prinsenbeek                                            | Boemeldonck                                             | |
| Puiflijk                                               | 't Uilengat                                             | |
| Purmerend                                              | Boemeldam                                               | |
| Putte                                                  | Put en Buntland                                         | letterlijk: Putte en al het land eromheen |
| Posterholt                                             | Biemösjeriek                                            | |
| Raalte                                                 | Stöppelburcht                                           | |
| Raamsdonk                                              | D'n Haaykaant                                           | |
| Raamsdonksveer                                         | Faantelaand                                             | |
| Ravenstein                                             | Pomperstad                                              | |
| Reek                                                   | Kelerijk                                                | |
| Reeuwijk                                               | Reedeurp                                                | |
| Reusel                                                 | Narrendonk                                              | |
| Reutum                                                 | Pin'ndoarp                                              | |
| Reuver                                                 | Windjbuujelriék                                         | |
| Rhenen                                                 | 't Grebbehol                                            | |
| Riel                                                   | Kaaiengat                                               | |
| Riethoven                                              | 't Bremspoersengat                                      | |
| Rietmolen                                              | Kwakersdorp                                             | |
| Rijen                                                  | Wringersgat                                             | |
| Rijkevoort                                             | Blubberdam                                              | |
| Rijsbergen                                             | Aopelaand                                               | |
| Rijsoord                                               | Kraaienest                                              | |
| Rijswijk (Zuid-Holland)                                | Knotsengat                                              | |
| Roggel                                                 | Sjansemaekersriek                                       | |
| Roosendaal                                             | Tullepetaonestad                                        | een tullepetaon is een parelhoen |
| Roosteren                                              | 't Borchgraveriek                                       | |
| Rosmalen                                               | Zandhazendurp                                           | |
| Rossum (Gelderland)                                    | Lorredurp                                               | |
| Rossum (Overijssel)                                    | Gött'nkeurndoarp                                        | görtnkeurn zijn gortkorrels |
| Rotterdam                                              | Dwalmdam tijdens Zomercarnaval Rio aan de Maas          | |
| Rozenburg                                              | Smokenburg                                              | |
| Rucphen                                                | Kraaierijk                                              | |
| Sambeek                                                | Knoepersriek                                            | |
| Sas van Gent                                           | Betekoppenstad                                          | |
| Sassenheim                                             | Saksenrijk                                              | |
| Schagen                                                | Muggenburg                                              | |
| Schaijk                                                | Moesland                                                | |
| Schalkhaar                                             | Loeiersgat                                              | |
| Schalkwijk                                             | Platneuzendorp                                          | |
| Schellinkhout                                          | Botstede                                                | |
| Schiedam                                               | Brandersgat                                             | door de vele jeneverstokerijen in het verleden heet Schiedam ook de Brandersstad, voor het carnaval verbasterd tot Brandersgat |
| Schijf                                                 | Torensjouwerslaand                                      | de kerktoren van Schijf is zo klein, dat hij 's nachts binnen wordt gezet |
| Schijndel                                              | Schorsbos                                               | |
| Schin op Geul                                          | 't Waterratteriek                                       | |
| Schinveld                                              | Mukkebummele                                            | |
| Sevenum                                                | Ezelsriek                                               | |
| Siebengewald                                           | 't Bessembiendersriek                                   | |
| Sint Agatha                                            | Ulenest                                                 | |
| Sint Anthonis                                          | Zeikmeikenrijk                                          | |
| Sint Hubert                                            | Bokkenriek                                              | |
| Sint Jansteen                                          | Rattenrijk                                              | |
| Sint-Maarten                                           | Sint Knorrenburg                                        | |
| Sint-Michielsgestel                                    | Bokkendonk                                              | |
| Sint Odiliënberg                                       | 't Geiteriek                                            | |
| Sint-Oedenrode                                         | Papgat                                                  | pap werd vroeger als een armoedige maaltijd gezien, passend bij de armoede van vroeger in Sint-Oedenrode |
| St. Willebrord                                         | Heikneuterslaand                                        | naar 'Heikneuter', een onvriendelijke naam voor een boer |
| Sittard                                                | Marotteriek                                             | |
| Slagharen                                              | Turfgat                                                 | |
| Slijk-Ewijk                                            | Keilenburg                                              | |
| Sneek                                                  | Drabbelterp                                             | |
| Soerendonk                                             | Roesdonk                                                | |
| Soest                                                  | Knollendam                                              | |
| Soesterberg                                            | Zotteklapland                                           | |
| Someren                                                | De Meerpoel                                             | |
| Someren-Eind                                           | De Plattevonder                                         | |
| Someren-Heide                                          | Land van de Keijepaol                                   | |
| Son en Breugel                                         | Krutjesgat                                              | een krut is een dennenappel die men gebruikt(e) voor het aanmaken/stoken van een kachel |
| Spoordonk                                              | Olliedonk                                               | |
| Sprundel                                               | Nachtuilenrijk                                          | |
| Stampersgat                                            | Meekrapdurp                                             | |
| Standdaarbuiten                                        | Zwammegat                                               | |
| Steenbergen                                            | Strienestad                                             | |
| Steensel                                               | Pieregat                                                | |
| Steenwijk                                              | Moatenoord                                              | |
| Stein                                                  | Bokkeriek                                               | |
| Sterksel                                               | Osserijk                                                | |
| Stevensbeek                                            | Snewbulten                                              | |
| Stevensweert                                           | Leefhöbberslandj                                        | |
| Steyl                                                  | Duuvelsriek                                             | |
| Stiphout                                               | Spurriezeiersland                                       | |
| Stokkum (Montferland)                                  | Leertrekkersdorp                                        | |
| Stompwijk                                              | Gaandrië                                                | |
| Stramproy                                              | Zoatmaale                                               | |
| Strijbeek (samen met Galder en Meersel-Dreef (België)) | Maerkrattenland                                         | |
| Susteren                                               | Graasboerriek                                           | |
| Swalmen                                                | Hopsjlokkersriek                                        | |
| Sweikhuizen                                            | Swenskes                                                | |
| Tegelen                                                | Oeles-riék                                              | |
| Ter Apel                                               | Kloosterwieke                                           | |
| Terheijden                                             | 't Schraansersrijk                                      | schraansen staat voor eten/vreten, op de vlag van TCV de Schraansers staat een Varken met mes en vork |
| Terhole                                                | Loetzersland                                            | |
| Terneuzen                                              | Stoepenschieterstad                                     | |
| Teteringen                                             | Totdenringen                                            | |
| Thorn                                                  | 't Geitebokkeriek                                       | naar de twee plaatselijke harmonieorkesten; Harmonie St Michaël Thorn (de geite, de geiten) en de Koninklijke Harmonie Thorn (de bök, de bokken) |
| Tiel                                                   | Hotsjekkerstad                                          | |
| Tijnje                                                 | Pipegaelsgea                                            | |
| Tilburg                                                | Kruikenstad                                             | vroeger urineerden de Tilburgers in kruiken; die urine werd dan door de textielindustrie gebruikt om wol mee te wassen, Tilburgers noemt men dan ook kruikenzeikers |
| Tilligte                                               | Waterpönskesdoarp                                       | een waterpönske is een waterpensje oftewel een dikzak |
| Tolkamer (samen met Lobith)                            | Tollusland                                              | |
| Tubbergen                                              | Böllekesdoarp                                           | een inwoner van Tubbergen was een schoapnbölleke oftewel een schapenkeutel |
| Uden                                                   | Knoerissenrijk                                          | een knoeris is een varken in het locale dialect en verwijst naar de 19e- en begin-20e-eeuwse Udense baggenmèrt (biggenmarkt). Van oudsher worden Udenaren echter geen knoerissen, maar "Keienschijters" genoemd. Deze benaming is onder echte Udenaren nog volop bekend, maar verdwijnt langzaam. |
| Udenhout                                               | D'n Haozenpot                                           | waarschijnlijk een verwijzing naar de nabijgelegen Loonse en Drunense Duinen. Mascotte van het Udenhoutse carnaval is de haas Kupke d'n Stèloor. |
| Ugchelen                                               | Toeterdárp                                              | |
| Ulft                                                   | Iseldonk                                                | |
| Ulicoten                                               | Haaikneuterslaand                                       | naar 'Heikneuter', een onvriendelijke naam voor een boer |
| Ulvenhout                                              | Bosuilendorp                                            | |
| Urmond                                                 | 't Waterratteriek                                       | |
| Ursem                                                  | Oersheim                                                | |
| Utrecht                                                | Leemput                                                 | |
| Vaassen                                                | Rossumdaerp                                             | |
| Valkenburg                                             | 't Bokkeriek                                            | |
| Valkenswaard                                           | Striepersgat                                            | een strieper is een sigarenmaker. In Valkenswaard waren in de 19e en 20e eeuw veel sigarenfabrieken. |
| Valburg                                                | Striekenburg                                            | een striek is een strik, de dorpsnaam is afkomstig van de carnavalsvereniging van het dorp: 't Blauwe Striekske |
| Varsselder                                             | Zinkputdarp                                             | |
| Vasse                                                  | Spekscheetersdoarp                                      | wen spekscheeter is een spekschieter |
| Veghel                                                 | Kuussegat                                               | een kuus is een Veghels woord voor kalf. Gedurende de 19e eeuw kende Veghel een bloeiende handel in kalveren. |
| Velddriel                                              | Schumersdurp                                            | |
| Velden                                                 | De Wuilus                                               | |
| Veldhoven                                              | Rommelgat                                               | |
| Velp (Noord-Brabant)                                   | Zandkruiersrijk                                         | |
| Venhorst                                               | 't Peeltuuterrijk                                       | doordat Venhorst in de Peel ligt, een belangrijk ontginningsgebied voor turf, en daarmee een belangrijke inkomstenbron |
| Venlo                                                  | Jocus Riék                                              | |
| Venray                                                 | Piëlhaazeriek                                           | |
| Vessem                                                 | Struifdonk                                              | een struif is een pannenkoek |
| Vianen (Noord-Brabant)                                 | Heimussen                                               | |
| Vianen (Utrecht)                                       | Reigergat                                               | |
| Vierlingsbeek                                          | 't Keieschietersriek                                    | |
| Vilsteren                                              | Piepenplas                                              | |
| Vinkel                                                 | Kafland                                                 | |
| Vinkeveen                                              | Steupeldonk                                             | |
| Vlaardingen                                            | Buizengat                                               | het Buizengat is een voormalige binnenhaven in het centrum van Vlaardingen. Op deze locatie waren vroeger scheepswerven en volop bedrijvigheid te vinden, waardoor Vlaardingen groot is geworden. |
| Vlierden                                               | Dors'T'vlegelland                                       | |
| Vlijmen                                                | Knotwilgendam                                           | |
| Vogelenzang                                            | Witte Honden Dorp                                       | |
| Vogelwaarde                                            | Vogelpiekland                                           | |
| Volkel                                                 | Pieperland                                              | |
| Voorhout                                               | Bokkendorp                                              | |
| Vorstenbosch                                           | Pieregat                                                | |
| Vortum-Mullem                                          | Plekkersriek                                            | |
| Vroomshoop                                             | Smoezenlaand                                            | |
| Vredepeel                                              | Klutetrappers                                           | |
| Vught                                                  | Dommelbaorzedurp                                        | |
| Waalre                                                 | Keiengat                                                | |
| Waalwijk                                               | Schoenlapperslaand                                      | vanwege de schoenindustrie die vroeger veel in Waalwijk en omgeving te vinden was. |
| Waddinxveen                                            | Slobberveen                                             | |
| Wagenberg                                              | Erpelrooierslaand                                       | |
| Wageningen                                             | Jolleberg                                               | Jol = Wiel (Stadswapen) & de woageningse Berg = Jolleberg |
| Wamel                                                  | Veergat                                                 | |
| Wanroij                                                | Paddenriek                                              | |
| Wanssum                                                | Wiendbuuleriek                                          | |
| Warmenhuizen                                           | Bessenburcht                                            | |
| Warmond                                                | Rijk der Billenprikkers                                 | |
| Waspik                                                 | Maoneblusserslaand                                      | |
| Wateringen                                             | Bieringen                                               | |
| Weebosch (Bergeijk)                                    | Urnegat                                                 | |
| Weerselo                                               | Knollenlaand                                            | |
| Weert                                                  | Rogstaekersstad (al wordt de naam Wieërt meer gebruikt) | |
| Weesp                                                  | Tobbegat                                                | |
| Wehl                                                   | Snuuterderp                                             | naar C.V. De Lollige Snuiters |
| Welberg                                                | Raldal                                                  | |
| Well (Limburg)                                         | Joertseriek                                             | |
| Wellerlooi                                             | Kuluuteriek                                             | |
| Werkhoven                                              | De Vergeten Hoek                                        | |
| Wernhout                                               | Zaantaozelaant                                          | |
| Westdorpe                                              | Koeterdurp                                              | |
| Westelbeers                                            | Strijkersgat                                            | samen met buurdorpen Middelbeers en Oostelbeers. De naam is afgeleid van een 19e-eeuwse vrouw uit Middelbeers, die door 'strijken' (magnetiseren) lijders aan onder meer reumatiek zou kunnen genezen. |
| Westerhoven                                            | 't Koffiegat                                            | |
| Westervoort                                            | Doldorp                                                 | |
| Westwoud                                               | Stuverdorp                                              | |
| Weurt                                                  | 't Alde Biezenrijk                                      | |
| Wijchen                                                | Urnerijk                                                | |
| Wijhe                                                  | Iesseldonk                                              | |
| Wijdewormer                                            | Natmeer                                                 | |
| Wijk bij Duurstede                                     | Kaieschaiterstad (uitspraak: keienscheiterstad)         | |
| Wijlre                                                 | 't Puimeriek                                            | |
| Wilbertoord                                            | Klottenriek                                             | klot is een dialectwoord voor turf |
| Willemstad                                             | Kakeldonk                                               | |
| Willescop                                              | Stoepenscheiters                                        | |
| Wilp-Achterhoek                                        | Broekersgat                                             | |
| Winssen                                                | Oelewaal                                                | oele = plezier, en Winssen ligt aan de Waal |
| Wintelre                                               | Klepbroekenbult                                         | 'Klepbroek' (ouderwets persoon, strenggelovige) was een scheldwoord dat de inwoners van Vessem gebruikten voor Wintelrenaren. De Wintelrenaren zijn dit als geuzennaam gaan gebruiken. |
| Woensdrecht                                            | Wjeeldrecht                                             | |
| Woudrichem                                             | Mosterdgat                                              | de kerktoren heeft geen torenspits meer, waardoor deze heel vierkant is. In de volksmond wordt gezegd dat de kerktoren daardoor op een mosterdpot lijkt. |
| Wouw                                                   | Paplaand, Paapland                                      | |
| Wouwse Plantage                                        | Mastepinnelaand                                         | Mastepinne zijn de wortels van bomen |
| Ysselsteyn                                             | Piëlreuzenriek                                          | |
| Zandvoort                                              | Scharregat                                              | |
| Zaltbommel                                             | Mispelgat                                               | |
| Zeddam                                                 | Pavertsdarp                                             | |
| Zeeland                                                | Smouzenrijk                                             | |
| Zegge                                                  | Grasduinersdurp                                         | vroeger Knotskneuzelaand |
| Zeilberg                                               | Pottenbakkersrijk                                       | |
| Zelhem                                                 | Plaggendarp                                             | |
| Zevenaar                                               | Boemelburcht                                            | |
| Zevenbergen                                            | Zeuvebultelaand                                         | het land van de zeven bulten, zeven bergen |
| Zevenbergschen Hoek                                    | Snerkersdurp                                            | |
| Zijtaart                                               | Reigerland                                              | |
| Zoetermeer                                             | Soetelanden                                             | |
| Zundert                                                | Banaonblusserslaand                                     | vroeger Maonblusserslaand, omdat de brandweer in het verleden zou zijn uitgerukt om een brandende hei te blussen. Het bleek echter de maan te zijn die door de bomen scheen. Carnaval in Zundert werd in 2003 nieuw leven ingeblazen, en de nieuwe naam (banaonblusserslaand) was een samenvoegsel van de oude naam, en van 'Bennie Banaan', naar een jongen met die bijnaam die nét geen prins carnaval wist te worden |
| Zwijndrecht                                            | Peebos                                                  | |
| Zwolle                                                 | Sassendonk                                              | |